# Washington Indoor 1979
Il Washington Indoor 1979 è stato un torneo di tennis giocato sul sintetico indoor. È stata l'8ª edizione del torneo che fa parte del Colgate-Palmolive Grand Prix 1979. Si è giocato a Washington negli Stati Uniti dall'11 al 17 marzo 1979.

## Campioni

### Singolare maschile
Roscoe Tanner ha battuto in finale  Brian Gottfried con il punteggio di 6–4, 6–4

### Doppio maschile
Robert Lutz /  Stan Smith hanno battuto in finale  Bob Carmichael /  Brian Teacher con il punteggio di 6–4, 7–5, 3–6, 7–6